# 이쥐섬

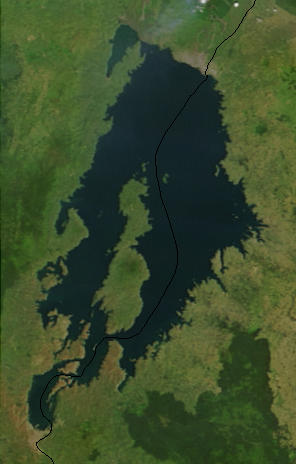
이쥐섬 위성사진

이쥐섬(Idjwi)은 콩고 민주 공화국 키부호에 있는 섬이다. 길이는 40km, 면적은 285km2이다. 아프리카 내륙에 위치한 섬 중에서 가장 큰 섬이다. 1996년 인구 통계에 따르면 주민중 112,000명은 콩고 민주 공화국 국적의 주민이며, 46,000명은 르완다에서 넘어온 난민이다. 섬의 주요 산업은 소규모 자영농업이다.